# 絶対収束
数学において、級数が絶対収束（ぜったいしゅうそく、英: absolutely convergent）、あるいは元の数列が絶対総和可能（ぜったいそうわかのう、英: absolutely summable）であるとは、その各項の絶対値を取って得られる級数の和が有限の値になることをいう。
きちんと述べれば、実または複素級数 {\displaystyle \textstyle \sum a_{n}} が
{\displaystyle \sum _{n=0}^{\infty }|a_{n}|<\infty }
となるとき、絶対収束する（converge absolutely）という。
絶対収束が無限級数の研究において重要であるのは、それが有限和の場合に成立する（が必ずしも全ての収束級数が持つわけではない）性質を持つようにするために極めて強力な条件であるとともに、それ自身が一般的な内容を議論するのに（その強い制約条件にもかかわらず）十分広範な級数のクラスを定めるからである。

## 一般の定式化

### ノルム・アーベル群の場合
各項 an が任意の位相アーベル群の要素であるような列に対して、級数{\displaystyle \sum _{n=0}^{\infty }a_{n}}を考えることができる。
アーベル群 G 上で定義された非負実数値関数 x ↦ ‖ x ‖ が次の条件
1. x が G の単位元 0 であるとき、かつそのときに限り ‖ x ‖ = 0,
2. 全ての x ∈ G について ‖ x ‖ = ‖ −x ‖,
3. 全ての x, y ∈ G について ‖ x + y ‖ ≤ ‖ x ‖ + ‖ y ‖

を満たすとき、‖ x ‖ はノルムと呼ばれる。このとき d(x, y) ≔ ‖ x − y ‖ は G に距離空間の構造（とくに位相）を導く。
これにより、G-値級数は {\displaystyle \sum _{n=0}^{\infty }\|a_{n}\|<\infty } であるとき、絶対収束すると定義する。
とくに、実または複素級数の場合には、絶対値 |•| をノルムとして、これらの主張がすべて満たされている。

### 半ノルム空間の場合
ノルム空間とは限らない位相線型空間においても、半ノルムの意味での「絶対」収束を論じることができる。位相線型空間 X において、X の元からなる（一般には非可算の）族 (xα)α∈A が絶対総和可能であるとは、以下の二つの条件がみたされるときにいう: 
1. (xα)α∈A) は X において総和可能[注釈 1];
2. X 上定義された任意の連続半ノルム p に対し、実数からなる族 (p(xα}))α∈A が {\displaystyle \mathbb {R} } において総和可能。

X がノルム付け可能である場合には、(xα)α∈A) が絶対総和可能であるとき、必然的に可算個の例外を除くすべての xα は 0 に等しい。
絶対総和可能族は核型空間の理論において重要な役割を果たす。

## 収束との関係
定理絶対収束する実または複素級数は収束する。
これについて、完備性とコーシー列に基づく「コーシーの判定法」による簡明な証明がある:
証明
(an) は実数列とし、∑∞
n = 1 |an| は収束するとする。第 k 部分和を sk = ∑k
n = 1 an と書くと、自然数 k < l に対し、
{\displaystyle |s_{l}-s_{k}|=\left|\sum _{n=k+1}^{l}a_{n}\right|\leq \sum _{n=k+1}^{l}|a_{n}|}
である。∑∞
n = 1 |an| は収束するから、コーシーの定理により、任意の{\displaystyle \epsilon >0}に対し、ある{\displaystyle N}が存在し、{\displaystyle N<k,l}ならば{\displaystyle \sum _{n=k+1}^{l}|a_{n}|<\epsilon }となるため、  {\displaystyle |s_{l}-s_{k}|<\epsilon }が言え、sk もコーシー列である。従って sk はある点に収束する。
複素数列の場合は、zn = an + ibn とすると、|an| ≤ |zn| 、|bn| ≤ |zn| のため、∑∞
n = 1 znが絶対収束すれば∑∞
n = 1 anも∑∞
n = 1 bnも絶対収束するため、実数の場合に帰着できる。(証明終り)
上記の証明ではコーシー列が収束するという完備性とノルムが満たす三角不等式のみが用いられているから、これは完備なノルム空間であるバナッハ空間に対するものに容易に修正できる:
定理任意のバナッハ空間 (X, ‖ • ‖) において、絶対収束する級数は収束する
逆に、絶対収束⇒収束が成り立つノルム空間はノルムの導く距離に関して完備、したがってバナッハ空間となることが示せる。
収束するが絶対収束しないような級数は条件収束すると言う。このような級数の例として交項調和級数がある。級数の収束判定法の多くのもの、例えばダランベールの収束判定法やコーシーの冪根判定法などは、絶対収束性を判定する。それは、実用的に重要な冪級数が収束円の内部で絶対収束するためである。

## 無条件収束との関係
ノルムつきアーベル群 G に値を持つ級数 {\textstyle \sum _{n=0}^{\infty }a_{n}} と、自然数の置換 σ が与えられたとする。このとき、{\textstyle \sum _{n=0}^{\infty }a_{\sigma (n)}} は元の級数の並べ替え (rearrangement) と呼ばれる。任意の並べ替えが（置換の選び方によらず）同じ値に収束するとき、この級数は無条件収束すると言われる。
G が完備なら絶対収束から無条件収束が導かれる。すなわち、ノルムつきアーベル群 G がノルムに関して完備とすると、G上の級数{\textstyle \sum _{n=0}^{\infty }a_{n}} は絶対収束するなら無条件収束する。次節ではノルムが完備でない場合も含めて証明する。
定理
an は一般の（完備性を仮定しない）ノルム空間上の列であり、{\textstyle \sum _{i=1}^{\infty }a_{i}=A<\infty }, {\textstyle \sum _{i=1}^{\infty }\|a_{i}\|<\infty } とする。σ は自然数 N の任意の置換とする。このとき、{\textstyle \sum _{i=1}^{\infty }a_{\sigma (i)}=A} である。すなわち収束かつ絶対収束する級数は無条件収束する。(完備とは限らない空間においては絶対収束性から収束性を導けないので、収束性と絶対収束性の両方を仮定する必要がある)
実または複素数列に対しては、リーマンの級数定理の対偶として、無条件収束から絶対収束が導かれることも言える。すなわち、実または複素数列に対しては無条件収束と絶対収束は同値である。さらに、有限次元ノルム空間に値を持つような級数は、各次元に射影した成分が絶対収束するなら絶対収束するから、{\displaystyle \mathbb {R} ^{n}}値の列に対して絶対収束性と無条件収束性が同値であることを導くのは容易である。
一般のノルムつきアーベル群G上の列においては、絶対収束と無条件収束は区別される。完備なノルム空間であっても無条件収束から絶対収束は導かれない。例えばヒルベルト空間{\displaystyle \ell ^{2}}において、{\displaystyle \{e_{n}\}_{n=1}^{\infty }} を直交基底としたときの列 {\displaystyle a_{n}={\frac {1}{n}}e_{n}}による級数は無条件収束するが絶対収束はしない。もっと一般に、Dvoretzky–Rogersの定理によれば、すべての無限次元バナッハ空間には無条件収束するが絶対収束しないような級数が存在する。

## 級数の積と絶対収束

### 積の分配法則
二つの絶対収束する実または複素級数の積もまた絶対収束する。すなわち二つの収束する級数 {\textstyle \sum _{n=0}^{\infty }a_{n}=A,\quad \sum _{n=0}^{\infty }b_{n}=B} がともに絶対収束するならば、級数
{\displaystyle \sum _{n\in \mathbb {N} }a_{n}\sum _{m\in \mathbb {N} }b_{m}=\sum _{m\in \mathbb {N} }b_{m}\sum _{n\in \mathbb {N} }a_{n}=\sum _{(m,n)\in \mathbb {N} \times \mathbb {N} }^{}a_{n}b_{m}}
は無条件収束、したがって絶対収束し、その値は AB に等しい。これは、絶対収束する級数同士の積においては、有限和の場合と同様に積と和の分配法則が成り立つことを意味する。
絶対収束級数は無条件収束、すなわち和の順序も自由に交換できるから、絶対収束する級数はおおむね有限和に近い性質を持つといえる。

### コーシー積
実または複素数を項とする二つの収束級数 {\textstyle \sum _{n=1}^{\infty }a_{n},\quad \sum _{n=1}^{\infty }b_{n}} のコーシー積とは、各級数の係数列の畳み込み {\textstyle c_{n}=\sum _{k=1}^{n}a_{k}b_{n-k}} を項として定まる級数 ∑cn である。これは少なくともどちらか一方が絶対収束するならば、各級数の収束値の積に収束する。
定理{\displaystyle \sum _{n=1}^{\infty }a_{n}=A,\quad \sum _{n=1}^{\infty }b_{n}=B} であるとき、その少なくとも一方が絶対収束ならば {\displaystyle \sum _{n=1}^{\infty }c_{n}=AB} が成立する。

## 無限積
絶対収束は無限積の収束性を判定することもできる。
複素数列の級数{\textstyle \sum _{i=1}^{\infty }a_{i}}が絶対収束するならば、無限積{\textstyle \prod _{i=1}^{\infty }(1+a_{i})}も収束する。
証明{\textstyle \sum _{i=1}^{\infty }|a_{i}|}は仮定より収束するからその値を{\displaystyle \ S\ }とする。また、{\displaystyle p_{n}=(1+a_{1})(1+a_{2})\cdots (1+a_{n})}、および{\displaystyle y_{1}=p_{1},\,y_{n}=p_{n}-p_{n-1}=(1+a_{1})(1+a_{2})\cdots (1+a_{n-1})a_{n}}とする。すると、{\displaystyle p_{n}=\sum _{i=1}^{n}y_{i}}および、{\displaystyle \ y_{n}=p_{n-1}a_{n}\ }である。そこで
{\displaystyle |p_{n}|\leq \prod _{i=1}^{n}(1+|a_{i}|)\leq \prod _{i=1}^{n}\exp(|a_{i}|)=\exp \left(\sum _{i=1}^{n}|a_{i}|\right)}
{\displaystyle \leq \exp \left(\sum _{i=1}^{\infty }|a_{i}|\right)=e^{S}}
より、
{\displaystyle |y_{n}|=|p_{n-1}a_{n}|\leq e^{S}|a_{n}|}
となる。よって{\textstyle \sum _{i=1}^{\infty }|y_{i}|\leq e^{S}\sum _{i=1}^{\infty }|a_{i}|=e^{S}S.} すなわち{\textstyle \sum _{i=1}^{\infty }y_{i}}は絶対収束するから、{\textstyle \sum _{i=1}^{n}y_{i}=p_{n}=\prod _{i=1}^{n}(1+a_{i})}も収束する。(証明終り)

## 積分の絶対収束
実数値または複素数値関数の、A ⊂ R (or C) における定積分 {\textstyle \int _{A}f(x)\,dx} は、{\textstyle \int _{A}\left|f(x)\right|\,dx<\infty } となるとき「絶対収束する」と言う。またこのとき f は絶対可積分と言う。
{\textstyle A=[a,b]}を有界閉区間とすると、A 上のすべての連続関数は可積分であり、f が連続ならば|f|も連続だから、有界閉区間上のすべての連続関数は絶対可積分である。
しかし、{\textstyle [a,b]}上の絶対可積分関数は可積分である、ということは一般にはいえない。それは次のような例を考えればわかる:
{\textstyle S\subset [a,b]}はルベーグの意味で非可測な部分集合とし、{\textstyle \chi _{S}}を S の定義関数とする。すると{\textstyle f:=\chi _{S}-{\frac {1}{2}}}はルベーグ可測ではないが、{\displaystyle |f|}は定数関数{\displaystyle {\frac {1}{2}}}に一致して可積分関数である。よって関数{\displaystyle f}は可積分ではないが絶対可積分である。
標準的な結果としては、f がリーマン可積分（またはルベーグ可積分）なら |f| も同様である、といえる。
一方で、関数fがヘンストック・カーツヴァイル積分 (Henstock–Kurzweil integra)またはゲージ積分可能であったとしても、|f|がそうであるとは限らない。これは広義リーマン可積分関数の例を含んでいる。
同じ様に A が長さ無限の区間であるとき、絶対可積分でないような広義リーマン可積分関数が存在することはよく知られている。
実際のところ、任意の級数 {\textstyle \sum _{n=0}^{\infty }a_{n}} が与えられたとき、{\textstyle f_{a}([n,n+1))=a_{n}} で定義される階段関数 {\textstyle f_{a}\colon [0,\infty )\rightarrow \mathbb {R} } を考えることが出来る。このとき、{\textstyle \int _{0}^{\infty }f_{a}dx}
は、対応する {\textstyle \sum _{n=0}^{\infty }a_{n}}の収束性に応じて絶対収束、条件収束、あるいは発散する。
他にも、収束するが絶対収束しない広義リーマン積分の例として、{\textstyle \int _{\mathbb {R} }{\frac {\sin x}{x}}dx}がある。
任意の可測空間 A において、実数値関数のルベーグ積分は正部分、負部分によって定義される。
そこで、次の事実
1. f が可積分なら |f| も可積分。
2. f が可測なら |f| の可積分性から f の可積分性が導かれる。

は本質的にルベーグ積分の定義に組み込まれている。特にルベーグ積分論を集合 S 上の可算測度に応用することで、ムーア (E. H. Moore) とスミス (Herman L. Smith) によりネットを使って構成された級数の非順序和の概念を再構築できる。{\textstyle S=\mathbb {N} } が自然数の集合のとき、ルベーグ可積分性と級数の非順序和可能性(無条件収束性)と絶対収束性は同値な概念になる。数え上げ測度も参照のこと。
最後に、これらのすべてはバナッハ空間に値を持つ積分に対しても成り立つ。バナッハ空間に値を持つリーマン積分の定義は普通の積分の自然な拡張である。
ルベーグ積分の拡張は、ダニエル (Percy John Daniell) の関数解析的方法にともなう正値部分と負値部分への分解を回避するために絶対収束性が必要であり、ボホナー積分になる。

## 関連記事
- フーリエ級数の収束
- 条件収束
- 収束の種別（英語版）
- コーシー列
- フビニの定理